# Ирел
Ирел (њем. Irrel) општина је у њемачкој савезној држави Рајна-Палатинат. Једно је од 235 општинских средишта округа Ајфелкрајс Битбург-Прим. Према процјени из 2010. у општини је живјело 1.399 становника. Посједује регионалну шифру (AGS) 7232063.

## Географски и демографски подаци
Ирел се налази у савезној држави Рајна-Палатинат у округу Ајфелкрајс Битбург-Прим. Општина се налази на надморској висини од 170 метара. Површина општине износи 7,0 km². У самом мјесту је, према процјени из 2010. године, живјело 1.399 становника. Просјечна густина становништва износи 198 становника/km².

## Међународна сарадња
| Мјесто   | Држава     | Врста сарадње | Од    |
| -------- | ---------- | ------------- | ----- |
| Ехтернах | Луксембург | пријатељство  | 2000. |
| Извор    |            |               |       |